# Front Side Bus

Schema eines Chipsatzes (FSB grün)

Der Front Side Bus (FSB) ist in  der Computertechnik eine Schnittstelle zwischen dem Hauptprozessor (CPU) und der Northbridge.
Modernere Prozessoren mit integriertem Speichercontroller (ab AMD Athlon 64 und Intel-Core-i-Serie) sind nicht mehr über einen klassischen FSB an die Northbridge angebunden, sondern über eine HyperTransport- bzw. QPI-Verbindung.

## Funktion
Über die Northbridge sind meist der Arbeitsspeicher (RAM) und der AGP-Steckplatz oder der PCI-Express-Steckplatz der Grafikkarte angebunden. Der FSB gibt den Takt aller angesprochenen Komponenten vor, der mittels Teiler und Multiplikatoren verändert werden kann (Beispiel: Prozessortakt = FSB × CPU-Multiplikator).
Als Leistung des Front Side Bus wird in der Regel die Taktfrequenz des Busses angegeben, bei DDR- beziehungsweise QDR-Bussen das entsprechende Vielfache. Die Datenbreite oder maximale Übertragungsrate wird dagegen meist nicht als charakteristisches Merkmal angegeben.

## FSB-Varianten
Bei Systemen, die auf Pentium 4, Pentium M oder Intel Core basieren, arbeitet der Front Side Bus im QDR-Verfahren (Quadruple Data Rate = vierfache Datenrate) und überträgt vier Datenpakete pro Taktsignal. Dieses Verfahren wurde von Intels Marketing-Abteilung quadpumped genannt, um diese technische Eigenschaft besser und klangvoller vermitteln zu können. Allerdings entstanden dadurch auch immer wieder falsche Angaben zur Taktfrequenz des FSB: Der FSB dieser Prozessoren läuft auf einer Taktfrequenz von 100 bis 400 MHz („FSB 400“ bis „FSB 1600“), wird jedoch immer wieder gerne – wenn auch falsch – als 400- bis 1600-„MHz“-FSB bezeichnet, was die Wortschöpfung „Marketing-Hz“ hervorgebracht hat.
Ein ähnliches Verfahren beim FSB setzt AMD beim Sockel A oder IBM beim PowerPC G5 ein: Dort läuft der FSB im DDR-Verfahren (Double Data Rate = zweifache Datenrate) und überträgt zwei Datenpakete pro Taktsignal. Auch hier ist oft fälschlicherweise von 200- bis 400-„MHz“-FSB die Rede, obwohl es sich tatsächlich um 100- bis 200-MHz-FSB („FSB 200“ bis „FSB 400“) handelt.
Bei älteren Computersystemen wie Sockel 7, Sockel 370 oder älter läuft der FSB im SDR-Verfahren (Single Data Rate = einfache Datenrate) und überträgt ein Datenpaket pro Taktsignal. Eine Angabe wie „FSB 100“ bezeichnet dort auch immer die Taktfrequenz des FSB in MHz (hier 100 MHz).
| Taktfrequenz             | Bezeichnung              |
| DDR-FSB („Doublepumped“) | DDR-FSB („Doublepumped“) |
| ------------------------ | ------------------------ |
| 100 MHz                  | FSB 0200                 |
| 133 MHz                  | FSB 0266                 |
| 166 MHz                  | FSB 0333                 |
| 200 MHz                  | FSB 0400                 |
| QDR-FSB („Quadpumped“)   |                          |
| 100 MHz                  | FSB 0400                 |
| 133 MHz                  | FSB 0533                 |
| 166 MHz                  | FSB 0667                 |
| 200 MHz                  | FSB 0800                 |
| 266 MHz                  | FSB 1066                 |
| 333 MHz                  | FSB 1333                 |
| 400 MHz                  | FSB 1600                 |

## Datenrate am Beispiel des Serie-4-Chipsatzes von Intel
Der FSB der Intel-4-Serie-Chipsatzfamilie für Intel-Core-2-Prozessoren und Sockel LGA775 besteht aus 32 Adressleitungen, 64 Datenleitungen und Steuer- und Taktleitungen. Die Adressleitungen werden im DDR-Verfahren betrieben (zwei Transfers pro Takt), bei 32 Adressleitungen kann somit in jedem Takt eine 64 Bit umfassende Adresse übertragen werden. Die Datenleitungen laufen im QDR-Verfahren (vier Transfers pro Takt). Damit lassen sich je Takt 4×64 = 256 Bit bzw. 256/8 = 32 Byte übertragen. Die mit dem Chipsatz verwendeten Prozessoren transportieren als kleinste Speichereinheit eine Cache Line (64 Byte) vom und zum RAM, was zwei Takte benötigt. Der Chipsatz unterstützt einen FSB-Takt von 200, 266 oder 333 MHz, multipliziert mit 32 Byte ergibt das auf dem Datenbus eine Datenrate von 6,4 oder 8,5 oder maximal 10,6 Gigabyte/s.